# Домброва-Новогардзька
Домброва-Новогардзька (пол. Dąbrowa Nowogardzka, нім. Damerow) — село в Польщі, у гміні Новогард Голеньовського повіту Західнопоморського воєводства.
Населення — 257 осіб (2011).
У 1975-1998 роках село належало до Щецинського воєводства.

## Демографія
Демографічна структура станом на 31 березня 2011 року:
|          | Загалом | Допрацездатний вік | Працездатний вік | Постпрацездатний вік |
| -------- | ------- | ------------------ | ---------------- | -------------------- |
| Чоловіки | 130     | 33                 | 87               | 10                   |
| Жінки    | 127     | 29                 | 79               | 19                   |
| Разом    | 257     | 62                 | 166              | 29                   |